# Швадрони
Швадро́ни —  село в Україні, у Шишацькій селищній громаді Миргородського району Полтавської області. Населення становить 98 осіб ( станом на 2025 рік 6 осіб ). До 2015 орган місцевого самоврядування — Ковердинобалківська сільська рада.

## Географія
Село Швадрони знаходиться між селами Ковердина Балка та Самари (1 км). По селу протікає пересихаючий струмок з загатою.

## Історія
12 червня 2020 року, відповідно до розпорядження Кабінету Міністрів України № 721-р «Про визначення адміністративних центрів та затвердження територій територіальних громад Полтавської області», село увійшло до складу Шишацької селищної громади.
19 липня 2020 року, в результаті адміністративно - територіальної реформи та ліквідації Шишацького району, село увійшло до складу новоутвореного Миргородського району Полтавської області.

## Економіка
- Молочно-товарна ферма.